# Плітін Володимир Никифорович
Володимир Никифорович Плітін (31 грудня 1938, місто Черемхово, тепер Іркутської області, Російська Федерація — 11 травня 2015, місто Київ) — український будівельник, політичний діяч, міністр будівництва Української РСР, віце-прем'єр-міністр України. Член Академії будівництва України (з 1995), академік Технологічної академії України. Заслужений будівельник УРСР.

## Біографія
Народився 31 грудня 1938 року у місті Черемхово, РРФСР.
Трудову діяльність розпочав у сімнадцятирічному віці помічником машиніста екскаватора Храмцовського розрізу № 2 тресту «Черемховвугілля» Мініністерства вугільної промисловості СРСР, згодом рік навчався на курсах машиністів електротягача.
До 1958 року проходив військову службу в місті Владивостоці на кораблях Військово-морського флоту СРСР. У липні 1958 року повернувся до міста Черемхова, де у 1958—1960 роках працював електрослюсарем Храмцовського розрізу № 2 тресту «Черемховвугілля» Іркутської області.
У 1960—1962 роках — слюсар заводу залізобетонних виробів тресту «Черемховшахтобуд» Міністерства промислового будівництва СРСР, одночасно навчався у технікумі. У 1962 році закінчив гірничий технікум у місті Черемхово Іркутської області РРФСР.
У 1962—1964 роках — майстер зміни, начальник цеху № 2 заводу залізобетонних виробів об'єднання «Черемховбуддеталь». У квітні 1964 — серпні 1966 року — головний інженер заводу залізобетонних виробів об'єднання «Черемховбуддеталь» Іркутської області. Член КПРС.
У серпні 1966 — лютому 1968 року — головний інженер комбінату виробничих підприємств Дрогобицького будівельно-монтажного тресту Львівської області Міністерства промислового будівництва УРСР.
У лютому 1968 — 1969 року — начальник будівельного управління № 35 Дрогобицького будівельно-монтажного тресту Львівської області.
У 1969—1973 роках — заступник керуючого тресту «Дрогобичпромбуд» Львівської області.
У 1973 році, без відриву від виробництва, закінчив інженерно-будівельний факультет Львівського політехнічного інституту.

Могила Володимира Плітіна, Байкове кладовище

У 1973 — лютому 1979 року — головний інженер, керуючий тресту «Дрогобичпромбуд» Львівської області.
У лютому 1979 — 1980 року — заступник начальника «Головльвівпромбуду» Львівської області.
У 1980 — травні 1986 року — начальник комбінату «Хмельницькпромбуд» Хмельницької області.
У травні 1986 — серпні 1990 року — начальник Головного управління, заступник міністра будівництва Української РСР.
2 серпня 1990 — 4 червня 1991 року — міністр будівництва Української РСР.
У липні 1991—1996 роках — президент Української державної будівельної корпорації «Укрбуд».
6 липня 1994 — 12 червня 1995 року — віце-прем'єр-міністр України з питань будівництва.
З 1996 року — на пенсії у місті Києві. Член Соціалістичної партії України.
Помер на 77-му році життя 11 травня 2015 року. Похований разом із дружиною на Байковому кладовищі (ділянка № 33).

## Родина
Дружина — Ніна Іванівна. Двоє синів: Анатолій — полковник у відставці, Андрій — бізнесмен.

## Нагороди та відзнаки
- орден Дружби народів
- орден «Знак Пошани»
- повний кавалер ордена «За заслуги» (І-го, ІІ-го[4], ІІІ-го ст.[5])
- лауреат премії Ради Міністрів СРСР
- заслужений будівельник Української РСР
- державний службовець України 1-го рангу (18.06.1994)[6]
- Орден Святого Дмитра Солунського 4-го ступеня з присвоєнням титулу «Воїн ордену „Святий Дмитро Солунський“» — за високі досягнення і заслуги перед українським народом та Українською Православною Церквою (2000)
- Орден святого рівноапостольного князя Володимира Великого II ступеня (2003)
- Орден преподобного Нестора Літописця I ступеня (2004)